# NBA總助攻榜
本列表統計的是國家籃球協會（NBA）球員個人職業生涯例行賽助攻總和，NBA球員在其它聯賽（如ABA）中的數據並不包括在內。

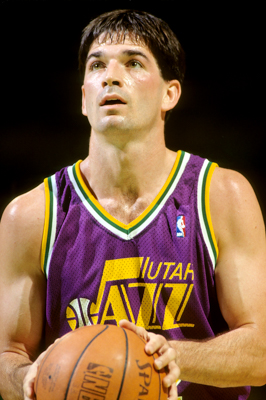
排名第1: 約翰·斯托克頓

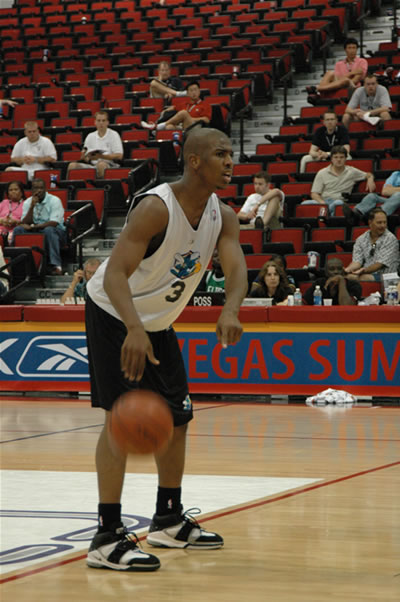
排名第2： 克理斯• 保羅。 排名第3: 傑森• 基德

|  | 现役球员                 |
|  | 入选了奈史密斯篮球名人堂 |

| 排名 | 球員               | 場上位置          | 球隊 NBA赛季 | 總 助攻 | 平均助攻 | 入選 籃球名人堂 年份 |
| ---- | ------------------ | ----------------- | --- | ------- | -------- | -------------------- |
| 1    | 約翰·史托克頓      | 控球後衛          | 猶他爵士（1984-85－2002-03） | 15,806  | 10.5     | 2009                 |
| 2    | 基斯·保羅          | 控球後衛          | 紐奧良黃蜂（2005-06－2010-11） 洛杉磯快艇（2011-12－2016-17） 休士頓火箭（2017-18－2018-19 俄克拉何马城雷霆（2019-20） 鳳凰城太陽（2020-21－2022-23） 金州勇士（2023-24） 聖安東尼奧馬刺（2024-25）                                                                                           | 12,499  | 9.2      |                      |
| 3    | 傑森·基德          | 控球後衛          | 達拉斯小牛（1994-95－1996-97、2007-08－2011-12） 鳳凰城太陽（1996-97－2000-01） 紐澤西籃網（2001-02－2007-08） 紐約尼克（2012-13） | 12,091  | 8.7      | 2018                 |
| 4    | 雷霸龍·詹姆士      | 小前鋒            | 克里夫蘭騎士（2003-04－2009-10、2014-15－2017-18） 邁阿密熱火（2010-11－2013-14） 洛杉磯湖人（2018-19－） | 11,585  | 7.4      |                      |
| 5    | 史蒂夫·納什        | 控球後衛          | 鳳凰城太陽（1996-97－1997-98、2004-05－2011-12） 達拉斯小牛（1998-99－2003-04） 洛杉磯湖人（2012-13-2013-14） | 10,335  | 8.5      | 2018                 |
| 6    | 馬克·傑克森        | 控球後衛          | 紐約尼克（1987-88－1991-92、2001-02） 洛杉磯快艇（1992-93－1993-94） 印第安那溜馬（1994-95－1995-96、1997-98－1999-00） 丹佛金塊（1996-97） 多倫多暴龍（2000-01) 猶他爵士（2002-03） 休士頓火箭（2003-04）                                                                                    | 10,334  | 8.0      |                      |
| 7    | 魔術师约翰逊       | 控球後衛          | 洛杉磯湖人（1979-80－1990-91、1995-96） | 10,141  | 11.2     | 2002                 |
| 8    | 拉塞尔·威斯布鲁克  | 控球后卫          | 奧克拉荷馬雷霆（2009-10－2018-19） 休士頓火箭（2019-20） 華盛頓巫師（2020-21） 洛杉磯湖人（2021-22－2022-23) 洛杉磯快艇（2022-23－2023-24） 丹佛金塊（2024-25—） | 9,925   | 8.0      |                      |
| 9    | 奧斯卡·羅伯森      | 控球後衛          | 辛辛那提皇家（1960-61－1969-70） 密爾瓦基公鹿（1970-71－1973-74） | 9,887   | 9.5      | 1980                 |
| 10   | 以賽亞·托馬斯      | 控球後衛          | 底特律活塞（1981-82－1993-94） | 9,061   | 9.3      | 2000                 |
| 11   | 蓋瑞·裴頓          | 控球後衛          | 西雅圖超音速（1990-91－2002-03 密爾瓦基公鹿（2002-03） 洛杉磯湖人（2003-04） 波士頓塞爾提克（2004-05） 邁阿密熱火（2005-06－2006-07 | 8,966   | 6.7      | 2013                 |
| 12   | 安德烈·米勒        | 控球後衛          | 克里夫蘭騎士（1999-2000－2001-02） 洛杉磯快艇（2002-03） 丹佛金塊（2003-04－2006-07） 費城76人（2006-07－2008-09） 波特蘭拓荒者（2009-10－2010-11） 丹佛金塊（2011-12－2012-13） 華盛頓巫師（2013-14－2014-15） 萨克拉门托国王（2014-15） 明尼苏达森林狼（2015-16） 圣安东尼奥马刺（2015-16） | 8,524   | 6.5      |                      |
| 13   | 詹姆斯·哈登        | 控球后卫 得分后卫 | 俄克拉何马城雷霆 （2009-10－2011-12） 休士頓火箭（2012-13－2020-21） 布魯克林籃網（2020-21－2021-22） 費城76人（2021-22－2022-23） 洛杉磯快艇（2023-24－） | 8,316   | 7.2      |                      |
| 14   | 羅德·斯特里克兰    | 控球後衛          | 紐約尼克（1988-89－1989-90 聖安東尼奧馬刺（1989-90－1991-92） 波特蘭拓荒者（1992-93－1995-96、2000-01） 華盛頓巫師（1996-97－2000-01 邁阿密熱火（2001-02） 明尼蘇達灰狼（2002-03） 奧蘭多魔術（2003-04 多倫多暴龍（2003-04） 休士頓火箭（2004-05）                                            | 7,987   | 7.3      |                      |
| 15   | 拉简·隆多          | 控球后卫          | 波士顿凯尔特人（2006-07－2014-15） 达拉斯小牛（2014-15） 萨克拉门托国王（2015-16） 芝加哥公牛（2016-17） 新奥尔良鹈鹕（2017-18） 洛杉磯湖人（2018-19－2019-20、2021-22） 亞特蘭大老鷹（2020-21） 洛杉磯快艇（2020-21） 克里夫蘭騎士（2021-22）                                                | 7,584   | 7.9      |                      |
| 16   | 莫里斯·奇克斯      | 控球後衛          | 費城76人（1978-79－1988-89） 聖安東尼奧馬刺（1989-90 紐約尼克（1989-90－1990-91） 亞特蘭大老鷹（1991-92） 紐澤西籃網（1992-93） | 7,392   | 8.5      |                      |
| 17   | 蘭尼·威肯斯        | 控球後衛          | 聖路易老鷹（1960-61－1967-68） 西雅圖超音速（1968-69－1971-72） 克里夫蘭騎士（1972-73－1973-74） 波特蘭拓荒者（1974-75） | 7,211   | 6.7      | 1989                 |
| 18   | 泰瑞·波特          | 控球後衛          | 波特蘭拓荒者（1985-86－1994-95） 明尼蘇達灰狼（1995-96－1997-98） 邁阿密熱火（1998-99） 聖安東尼奧馬刺（1999-2000－2001-02） | 7,160   | 5.6      |                      |
| 19   | 凯尔·洛瑞          | 控球後衛          | 曼菲斯灰熊（2006-07－2008-09） 休士頓火箭（2007-08－2012-13） 多倫多暴龍（2012-13－2020-21） 邁阿密熱火（2021-22－2023-24） 費城七六人（2023-24－） | 7,099   | 6.1      |                      |
| 20   | 蒂姆·哈达威        | 控球後衛          | 金州勇士（1989-90－1995-96 邁阿密熱火（1995-96－2000-01） 達拉斯小牛（2001-02 丹佛金塊（2001-02） 印第安那溜馬（2002-03） | 7,095   | 8.2      |                      |
| 21   | 東尼·帕克          | 控球後衛          | 聖安東尼奧馬刺（2001-02－2017-18) 夏洛特黃蜂（2018-19） | 7,036   | 5.6      |                      |
| 22   | 鮑伯·庫錫          | 得分後衛          | 波士頓塞爾提克（1950-51－1962-63） 辛辛那提皇家（1969-70） | 6,955   | 7.5      | 1971                 |
| 23   | 盖伊·罗杰斯        | 控球後衛          | 舊金山勇士（1958-59、1965-66） 芝加哥公牛（1966-67－1967-68 辛辛那提皇家（1967-68） 密爾瓦基公鹿（1968-69－1969-70） | 6,917   | 7.8      |                      |
| 24   | 德隆·威廉斯        | 控球後衛          | 猶他爵士（2005-06－2010-11） 紐澤西籃網/布魯克林籃網（2011-12－2014-15） 达拉斯小牛（2015-16） | 6,819   | 8.2      |                      |
| 25   | 馬格西·伯格斯      | 控球後衛          | 華盛頓子彈（1987-88） 夏洛特黃峰（1988-89－1997-98 金州勇士（1997-98－1998-99） 多倫多暴龍（1999-2000－2000-01） | 6,726   | 7.6      |                      |
| 26   | 凱文·约翰逊        | 控球後衛          | 克里夫蘭騎士（1987-88 鳳凰城太陽（1987-88－1999-2000） | 6,711   | 9.1      |                      |
| 27   | 麥克·康利          | 控球後衛          | 曼菲斯灰熊（2007-08－2018-19） 猶他爵士（2019-20－2022-23） 明尼蘇達灰狼（2022-23－） | 6,625   | 5.7      |                      |
| 28   | 德里克·哈珀        | 控球後衛          | 達拉斯小牛（1983-84－1993-94、1996-97） 紐約尼克（1993-94－1995-96） 奧蘭多魔術（1997-98） 洛杉磯湖人（1998-99） | 6,577   | 5.5      |                      |
| 29   | 史蒂芬·柯瑞        | 控球後衛          | 金州勇士（2009-10－） | 6,540   | 6.4      |                      |
| 30   | 奈特·阿奇博尔德    | 控球後衛          | 堪薩斯市國王（1970-71－1975-76） 紐澤西籃網（1976-77） 波士頓塞爾提克（1978-79－1982-83） 密爾瓦基公鹿（1983-84） | 6,476   | 7.4      | 1991                 |
| 31   | 史蒂芬·馬布里      | 控球後衛          | 明尼蘇達灰狼（1996-97－1998-99 紐澤西籃網（1998-99－2000-01） 鳳凰城太陽（2001-02－2003-04 紐約尼克（2003-04－2007-08） 波士頓塞爾提克（2008-09） | 6,471   | 7.6      |                      |
| 32   | 约翰·卢卡斯二世    | 控球後衛          | 休士頓火箭（1976-77－1977-78、1984-85－1985-86、1989-90） 金州勇士（1978-79－1980-81） 華盛頓子彈（1981-82－1982-83） 聖安東尼奧馬刺（1983-84） 密爾瓦基公鹿（1986-87－1987-88） 西雅圖超音速（1988-89）                                                                                      | 6,454   | 7.0      |                      |
| 33   | 雷吉·瑟乌斯        | 控球后卫 得分後衛 | 芝加哥公牛（1978-79－1983-84） 堪薩斯市國王（1983-84－1987-88） 亞特蘭大老鷹（1988-89） 奧蘭多魔術（1989-90） 紐澤西籃網（1990-91） | 6,453   | 6.3      |                      |
| 34   | 朱·哈勒戴          | 控球後衛          | 費城76人（2009-10－2012-13） 紐奧良鵜鶘（2013-14－2019-20） 密爾瓦基公鹿（2020-21－2022-23) 波士頓塞爾蒂克（2023-24－） | 6,440   | 6.2      |                      |
| 35   | 诺姆·尼克森        | 控球后卫 得分後衛 | 洛杉磯湖人（1977-78-1982-83） 洛杉磯快艇（1983-84－1985-86、1988-89） | 6,386   | 8.3      |                      |
| 36   | 科比·布萊恩        | 得分後衛          | 洛杉磯湖人（1996-97－2015-16） | 6,306   | 4.7      | 2020                 |
| 37   | 傑里·韦斯特        | 得分後衛          | 洛杉磯湖人（1960-61－1973-74） | 6,238   | 6.7      | 1980                 |
| 38   | 史考提·皮朋        | 小前鋒            | 芝加哥公牛（1987-88－1997-98、2003-04） 休士頓火箭（1998-99） 波特蘭拓荒者（1999-2000－2002-03） | 6,135   | 5.2      | 2010                 |
| 39   | 克萊德·崔斯勒      | 得分後衛          | 波特蘭拓荒者（1983-84－1994-95） 休士頓火箭（1994-95－1997-98） | 6,125   | 5.6      | 2004                 |
| 40   | 約翰·哈夫利切克    | 小前鋒            | 波士頓塞爾提克（1962-63－1977-78） | 6,114   | 4.8      | 1984                 |
| 41   | 達米安·里拉德      | 控球後衛          | 波特蘭拓荒者（2012-13--2022-23） 密爾瓦基公鹿 （2023-24--） | 6,069   | 6.7      |                      |
| 42   | 貝倫·戴維斯        | 控球後衛          | 夏洛特黃蜂（1999-00－2001-02） 紐奧良黃蜂（2002-03－2004-05） 金州勇士（2004-2005－2007-08） 洛杉磯快艇（2008-09－2010-11） 克里夫蘭騎士（2010-11） 紐約尼克（2011-12） | 6,025   | 7.2      |                      |
| 43   | 穆基·布莱洛克      | 控球後衛          | 紐澤西籃網（1989-90－1991-92） 亞特蘭大老鷹（1992-93－1998-99） 金州勇士（1999-2000－2001-02） | 5,972   | 6.7      |                      |
| 44   | 山姆·卡塞爾        | 控球後衛          | 休士頓火箭（1993-94－1995-96） 鳳凰城太陽（1996-97< 達拉斯小牛（1996-97） 紐澤西籃網（1997-98－1998-99） 密爾瓦基公鹿（1998-99－2002-03） 明尼蘇達雙城（2003-04－2004-05） 洛杉磯快艇（2005-06－2007-08） 波士頓塞爾提克（2007-08）                                                           | 5,939   | 6.0      |                      |
| 45   | 艾弗里·约翰逊      | 控球後衛          | 西雅圖超音速（1988-89－1989-90） 聖安東尼奧馬刺（1990-91－1991-92、1992-93、1994-95－2000-01） 金州勇士（1993-94、2003-04） 丹佛金塊（2001-02 達拉斯小牛（2001-02－2002-03） | 5,846   | 5.5      |                      |
| 46   | 尼克·范埃克塞尔    | 控球後衛          | 洛杉磯湖人（1993-94－1997-98） 丹佛金塊（1998-99－2001-02 達拉斯小牛（2001-02－2002-03） 金州勇士（2003-04） 波特蘭拓荒者（2004-05） 聖安東尼奧馬刺（2005-06） | 5,777   | 6.6      |                      |
| 47   | 約翰·沃爾          | 控球後衛          | 華盛頓奇才隊 （2010-11－2018-19） 休士頓火箭（2020-21） 洛杉磯快艇（2022-23） | 5,735   | 8.9      |                      |
| 48   | 德懷恩·韋德        | 得分后卫          | 邁阿密熱火（2003-04－2015-16、2017-18－2018-19） 芝加哥公牛（2016-17） 克里夫蘭騎士（2017-18） | 5,701   | 5.4      |                      |
| 49   | 賴瑞·柏德          | 大前鋒 小前鋒     | 波士頓塞爾提克（1979-80－1991-92） | 5,695   | 6.3      | 1998                 |
| 50   | 卡里姆·阿布都·賈霸 | 中鋒              | 密爾瓦基公鹿（1969-70－1974-75） 洛杉磯湖人（1975-76－1988-89） | 5,660   | 3.6      | 1995                 |